# Manuel Morao
Manuel Moreno Jiménez es un guitarrista flamenco gitano nacido en Jerez de la Frontera en 1929, en la calle Nueva del Barrio de Santiago, dentro de una humilde familia gitana. 
Con ocho años, comenzó a dar clases de guitarra con el gran maestro Javier Molina, y desde los 11 años comenzó a ganarse la vida por veladas, tabancos, colmados, ferias y ventas. 
Ha alcanzado las más altas cotas de la profesión, acompañando a primeras figuras del flamenco como La Niña de los Peines, Tomás Pavón, La Perla de Cádiz, Antonio Mairena, La Paquera de Jerez, Terremoto de Jerez, etc. Durante casi 15 años, fue primer guitarrista de la Compañía de Antonio el Bailarín, dando muchas veces la vuelta al mundo.
Regresó a Jerez en 1964 e inició un trabajo de enseñanza y montaje de espectáculos con niños y jóvenes artistas flamencos. Fruto de ello ha sido el desarrollo de nuevas generaciones de artistas flamencos jerezanos con alta calidad artística. En 1987 fundó su empresa "Manuel Morao & Gitanos de Jerez" con quien ha montado una docena de espectáculos flamencos de gran eco nacional e internacional, destacando "Flamenco esa forma de vivir" o en su versión neoyorkina, "Gypsy Passion". En 2016 ha sido nombrado Hijo Predilecto de Jerez de la Frontera.

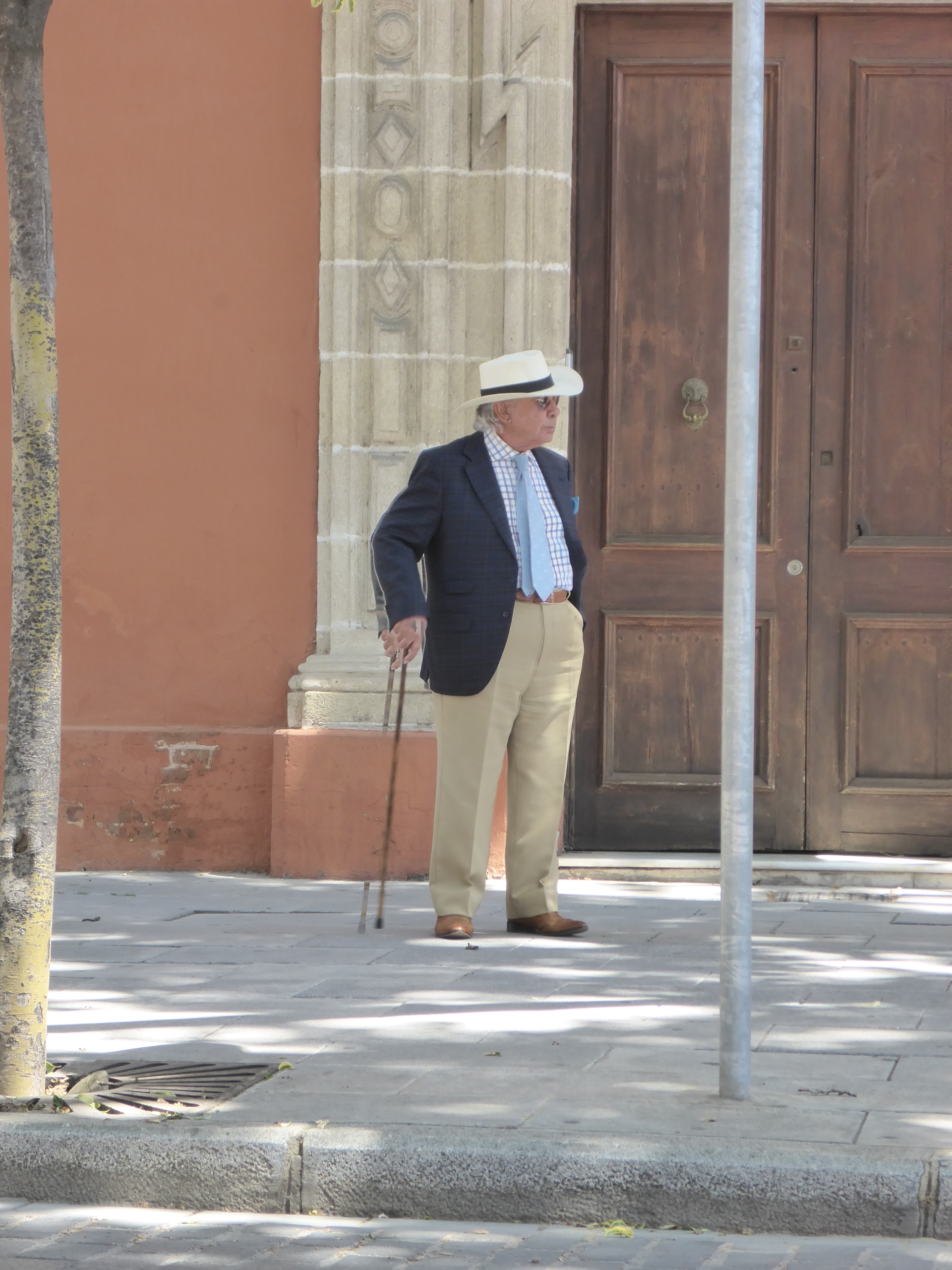
Manuel Morao

## Biografía
1929 -Manuel Moreno Jiménez nace el 22 de julio de 1929 en la calle Nueva del Barrio de Santiago de Jerez de la Frontera.
1934-1940 -Cursa estudios primarios en el Colegio Carmen Benítez.
1936 -Primer encuentro con una guitarra, en la barbería de Don Guindo, en Santiago.
1937 -Su padre le compra la guitarra de Don Guindo, y Tío Tati lo pone en contacto con el gran guitarrista y maestro Javier Molina Cundí, con quien inicia clases de guitarra.
1941 -Primeras actuaciones en fiestas, ventas y tabancos de Jerez.
1942 -Se sube por primera vez a un escenario, en las veladas de verano de la Alameda Vieja, en Jerez.
1943 -Actuaciones en las veladas de Jerez, y en las ferias de Bornos, Villamartín, Espera y Arcos, con Pericón de Cádiz, Gineto y Pablito.
1944 -Actúa en la Feria de Sevilla y en las veladas de verano de la Alameda de Hércules. Actuaciones en las ferias de Algeciras y La Línea.
1945 -Contacta en Sevilla con el promotor Diego Gálvez, a través de quien conoce a Antonio Mairena.
1945 -1946 -Integrado en el ambiente flamenco de Sevilla, acompaña a la Niña de los Peines, Tomás Pavón, Manolo Caracol, El Gloria, La Pompi, La Perla de Triana, La Moreno y otros grandes artistas.
1946 -Se incorpora al espectáculo "Zambra" de Manolo Caracol.

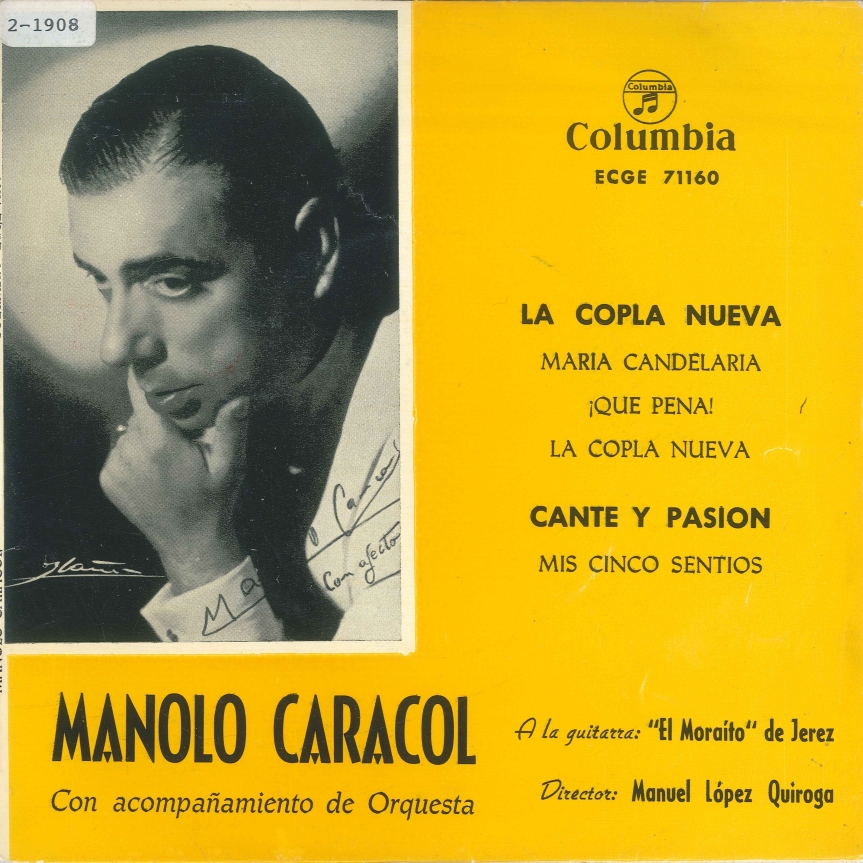
Disco de Manolo Caracol con Manuel Morao al toque, año 1951

1951 -Graba un disco con Manolo Caracol. Se instala en Madrid. -Actúa en tabancos y colmados madrileños.
-Actúa en la película "La niña de la venta". con Lola Flores y Manolo Caracol.
1952 -Actúa en la película "Fuego en la sangre".
1953 -Se integra con Antonio Mairena en la nueva Compañía de Antonio el Bailarín.  Actuaciones en Granada, París. Gira por capitales europeas, Líbano, y Egipto.
-Graba su primer disco con La Paquera.
1954 -Continúan las giras internacionales en la Compañía de Antonio. Gira por América Latina.
-En Londres, graba con Antonio Mairena el llamado "disco de Londres".
-Primer premio guitarra “Giralda de Plata”, por la Cámara de Comercio de Sevilla.
1955 -Gira por Norteamérica con la Compañía de Antonio.
En estos años, cuando no está en gira, actúa en el tablao Villa Rosa de Madrid.
1958 -Actúa en las películas "Pan , amor y Andalucía" y  "Luna de miel".
-Graba su primer disco con Fernando Terremoto.
1960 -Grabaciones de la “Antología del Cante Flamenco y del Cante Gitano“. Graba con Aurelio Sellés. Juan Talega y Antonio Mairena, entre otros grandes artistas.
-  Durante estos años, continúa actuando en las giras nacionales e internacionales de la Compañía de Antonio.
- En España, actuaciones en tablaos madrileños y grabaciones discográficas con La Sayago, La Paquera, La Perla de Cádiz, Terremoto, etc.
1964 -Actúa con la Compañía de Antonio en Norteamérica, Europa, Rusia, Japón y Filipinas.
-Abandona la Compañía de Antonio. Regreso definitivo a Jerez.
-En Jerez, con su hermano Juan, monta el bar "Morao y Oro".
1965 -Premio Patiño en el IV Concurso Nacional de Arte Flamenco de Córdoba.
1966-67-68-69 -Crea y dirige los Jueves Flamencos, en Jerez.
-Actúa en múltiples festivales flamencos de toda Andalucía, acompañando frecuentemente a Terremoto y Antonio Mairena.
-Actúa y dirige numerosos cuadros flamencos para múltiples bodegas de Jerez.
1969 -Premio Nacional de Guitarra por la Cátedra de Flamencología de Jerez.
1970 -Vuelve con Antonio el Bailarín en el Ballet Nacional. Posteriormente actúa con Antonio el Bailarín en numerosos “Festivales de España”.
- Premio Zapato de Oro de guitarra, por la Peña Flamenca de Elche.
-Asesor y director artístico del documental flamenco "Where the unspeakable is sung”, de la BBC.
1970-1971 -Crea y dirige los Viernes Flamencos, en Jerez
1972  -Crea el espectáculo España Jerez, con niños y jóvenes artistas flamencos jerezanos.
1973 -Crea la Escuela de Arte Gitano, en Jerez.
1974 -Primer Premio Guitarra en La Cata Flamenca de Montilla.
-Estrena el Concierto de Jerez, con música suya orquestada por Benito Lauret. El estreno de la obra se realizó junto con la Orquesta Sinfónica de Jerez, dirigida por Joaquín Villatoro Medina y quedó registrado en una grabación que publicaría años más tarde la Cátedra de Flamencología de Jerez.
1977 -Gira con su grupo flamenco por EE. UU., organizada por el [Consejo Regulador de la Denominación de Origen “Jerez-Xérès-Sherry”]].

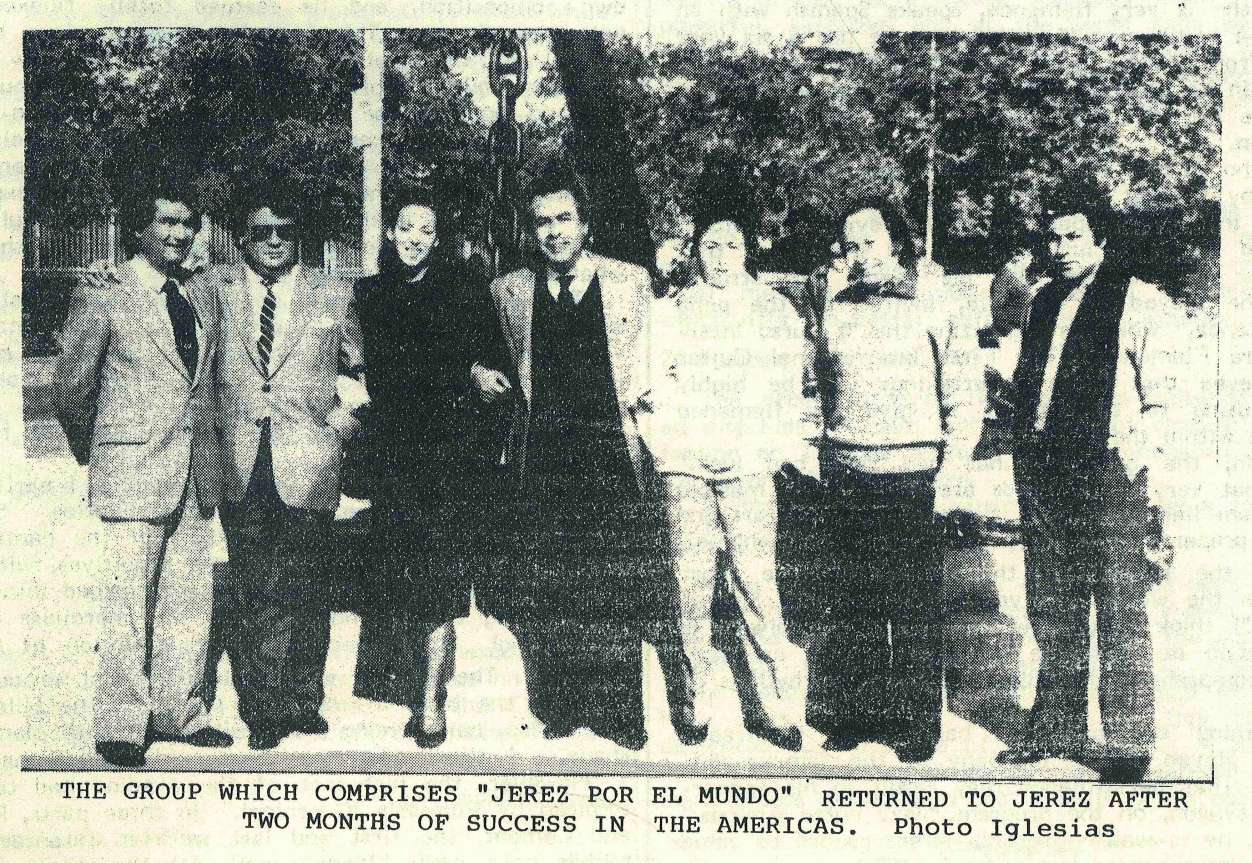
Grupo de artistas "Jerez por el mundo", dirigidos por Manuel Morao.

1983-1986 -Crea y dirige el espectáculo "Jerez por el mundo" que actúa, en varias giras, en 36 estados de los EE. UU., con actuación final en el Carnegie Hall de New York.

Manuel Morao, entrando en la Real Academia de San Dionisio de Ciencias, Artes y Letras, de Jerez-1986

1986 -Ingresa en la Real Academia de Ciencias Artes y Letras de San Dionisio de Jerez.
-Nombrado ]]Caballero de la Orden Jonda de Jerez]].

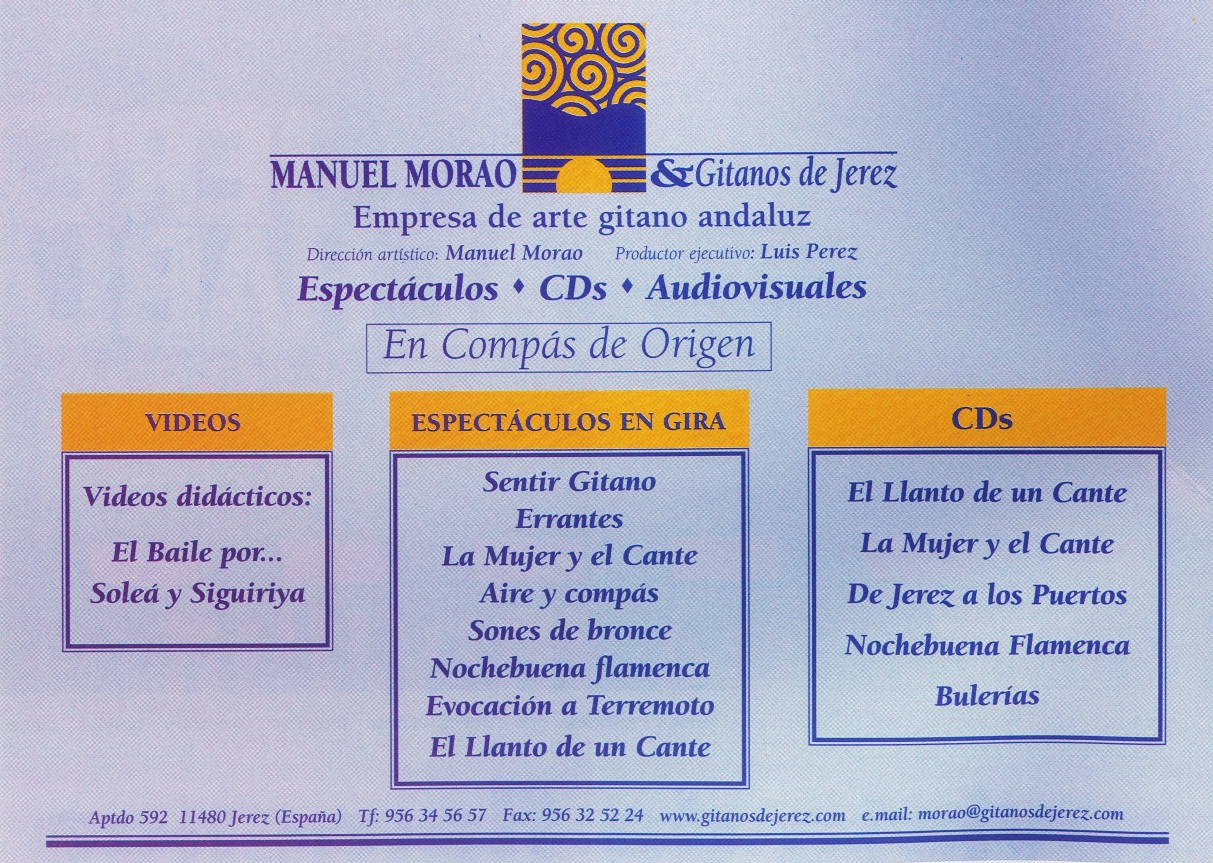
Anuncio de la empresa "Manuel Morao & Gitanos de Jerez"

1987 -Crea la empresa "Manuel Morao & Gitanos de Jerez"
- Nombrado Asesor de la Fundación Andaluza de Flamenco.
-Crea y dirige el espectáculo "Flamenco, esa forma de vivir".Estreno en Córdoba.
1988 -Actuaciones de “Flamenco, esa forma de vivir".por ciudades andaluzas.
1989 -”Flamenco, esa forma de vivir".temporada en el Teatro Alcázar, de Madrid.
1989-90-"Gitanos, esa forma de vivir"-Actuaciones en París.
1990-1991- Vuelta a París con “Gitanos, esa forma de vivir"- Teatro Edouard VII.

Manuel Morao, cantando una debla, en el espectáculo "Gypsy Passion", en Broadway, New York, año 1992

1992 -Espectáculo "Gypsy Passion".Temporada de actuaciones en Broadway, Nueva York.
-Crea y dirige el espectáculo "Aire y Compás" para el Pabellón de Andalucía de la Expo 92.
-Crea el sello discográfico "Manuel Morao & Gitanos de Jerez".
1994 -Crea y dirige el espectáculo "Jondo, la razón incorpórea", en la VIII Bienal de Sevilla.
1995 -Crea y dirige el espectáculo "Sentir Gitano" en el Teatro Villamarta de Jerez.
-Crea y dirige el espectáculo "Nochebuena Flamenca", en el Casino Bahía de Cádiz.
-Crea y dirige los espectáculos "Sones de Bronce" y "Evocación de Fernando Terremoto".
1996  -Crea y dirige el espectáculo "Gitanos de Jerez y Caballos andaluces", con la Real Escuela Andaluza de Arte Ecuestre. Actuaciones en Palais Omnisports Paris-Bercy, y en la Plaza de Toros de Jerez.
-Crea y dirige el espectáculo "El llanto de un cante".
1997 -Crea y dirige el espectáculo "Errantes".
1999 -Crea y dirige el espectáculo "Sentir Flamenco", en el Teatro Villamarta de Jerez.
2000 -Crea y dirige el espectáculo "La mujer y el cante", en el Teatro Villamarta de Jerez.
2001 -Recibe en Sevilla la XVIII Distinción "Compás del cante", de la Fundación Cruzcampo.
-XVI Semana de Estudios Flamencos de la Peña Flamenca de Jaén , en Homenaje a Manuel Morao.
-Revista Candil dedicada monográficamente a Manuel Morao.
-Crea y dirige el espectáculo y la serie documental "Tierra Cantaora, la noche tiene 6 días", en coproducción con Onda Jerez TV.
- Crea y dirige el espectáculo "Jerez a compás", en el Teatro Central de Sevilla.
-Crea y dirige el espectáculo "Nochebuena de Jerez"-actuaciones en Madrid.
2005 - Crea los Cursos de Luthiers de "Manuel Morao & Gitanos de Jerez".
2008 -Encuentro con Manuel Morao. Presencias flamencas. Universidad de Cádiz.
2009 -Recibe el Premio Ciudad de Jerez al Flamenco, del Ayuntamiento de Jerez.
2011 -Jornada dedicada a Manuel Morao, por "Flamenco y Universidad" y el Instituto Andaluz de Flamenco, en el Centro Andaluz de Flamenco.
2014 -Publicación del libro "Sinelo Calorró, conversaciones con Manuel Morao", de Juan Manuel Suárez Japón, editado por la Diputación de Cádiz.
2015 -Entrevistado en el I Congreso Internacional de Arte Flamenco, dedicado a Juan Mojama, en Jerez.
Miembro de la Mesa del Flamenco de Jerez 

Manuel Morao, con su familia, tras recibir el título de Hijo Predilecto de Jerez.18 de junio de 2016

2016 -18 de junio- Es nombrado solemnemente Hijo Predilecto de la Ciudad de Jerez.

El 21 de junio de 2016 el Centro Andaluz de Documentación del Flamenco inaugura la exposición "Manuel Morao"

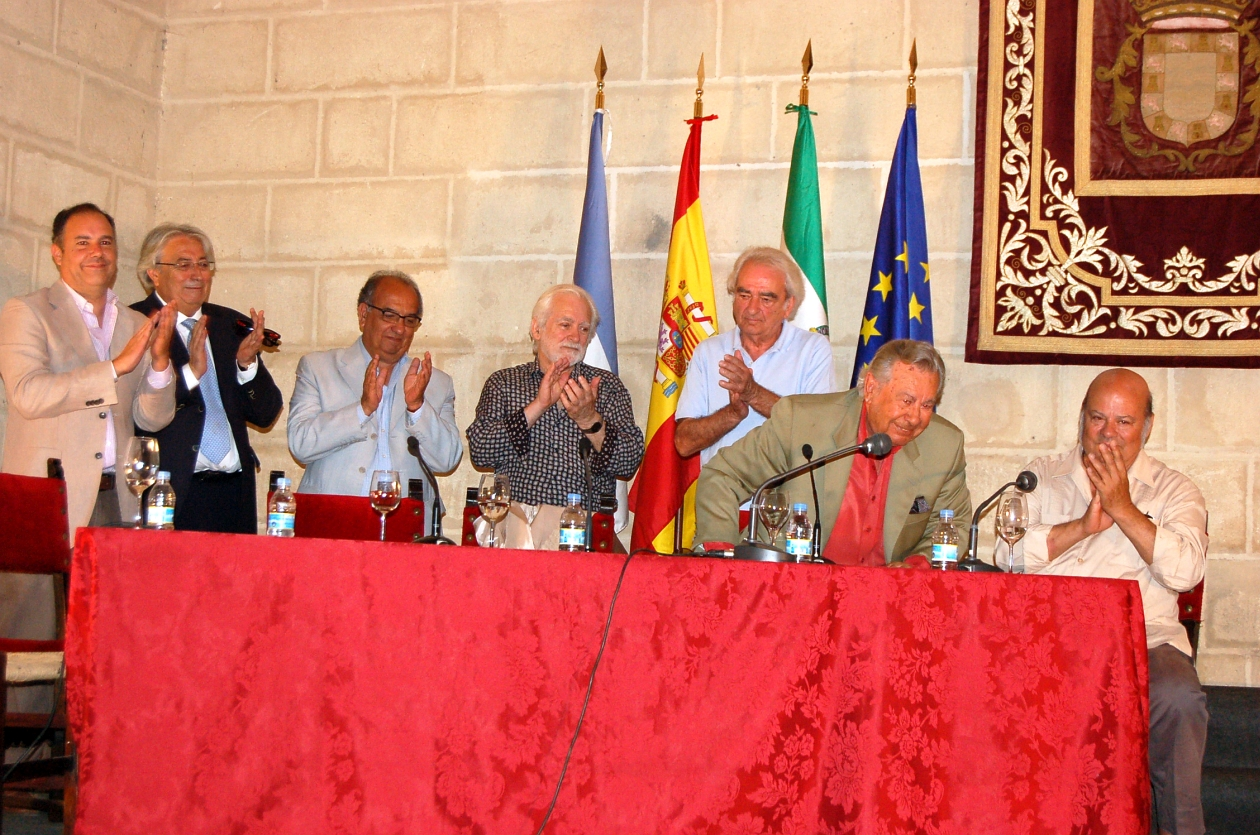
Seminario sobre Manuel Morao-sesión de clausura-25 de junio de 2016

Del 23 al 25 de junio- Celebración del Seminario "La obra del patriarca Manuel Morao", organizado por el Ayuntamiento de Jerez.
Noviembre de 2016, Palma de Plata 'Ciudad de Algeciras'
2019, premio de la Fundación Secretariado Gitano

## Obras
Tiene más de 60 grabaciones publicadas, con artistas fundamentales del flamenco del siglo XX como Manolo Caracol, Antonio Mairena, La Paquera, Terremoto de Jerez, La Perla de Cádiz, etc

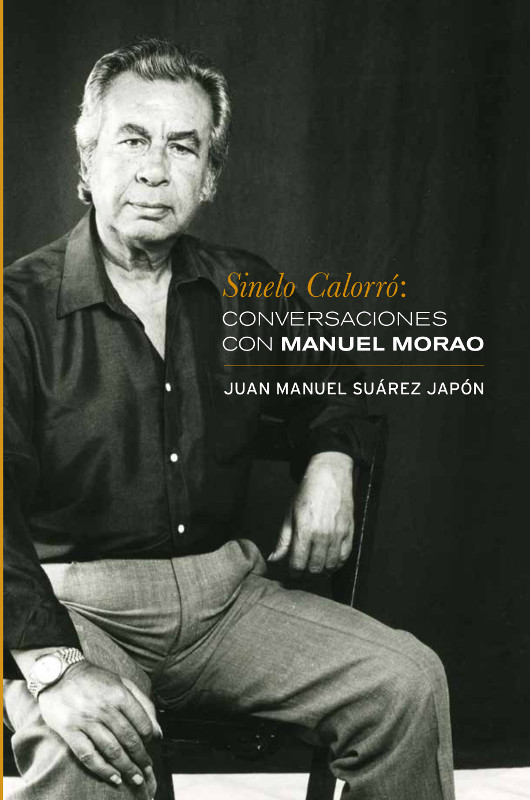
portada del libro "Sinelo calorró", de Juan Manuel Suárez Japón

- portada del libro "Sinelo calorró" , de Juan Manuel Suárez JapónEn 2014, la Diputación de Cádiz publicó el libro "Sinelo Calorró" ("soy gitano" en caló), Conversaciones con Manuel Morao, escrito por Juan Manuel Suárez Japón, donde el artista desgrana su vida, su obra artística y su pensamiento sobre la evolución del flamenco, la relación cante gitano andaluz/flamenco, la personalidad creadora y el desarrollo de las artes, etc[5]

## Palabra de Morao

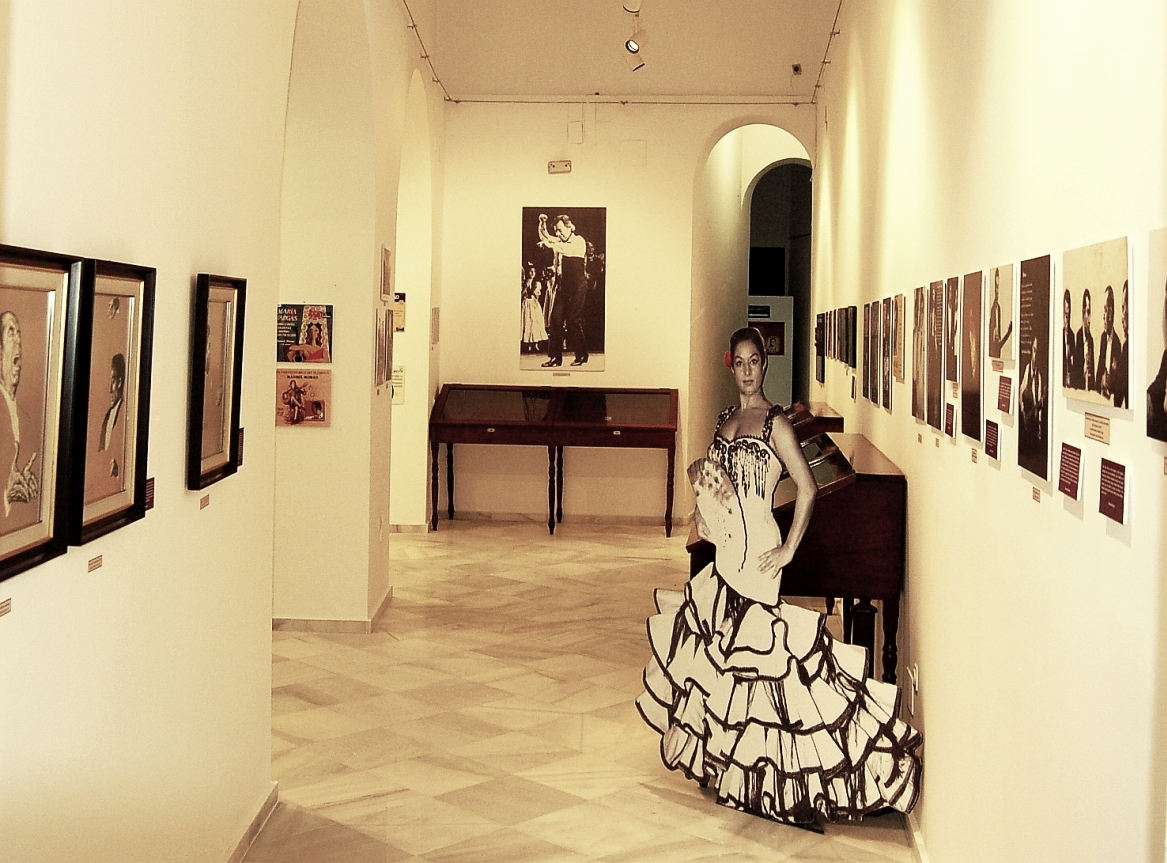
Sala 1 de la exposición "Manuel Morao" en el Centro Andaluz de Documentación del Flamenco.

Manuel Morao a lo largo de su larga vida, en múltiples entrevistas a todo tipo de medios, nacionales e internacionales, especializados en flamenco o de carácter general, ha ido expresando su opinión sobre la evolución del arte flamenco, los problemas de la comercialización, la formación de las nuevas generaciones, la relación entre el cante gitanoandaluz y el flamenco, etc. Fruto de ello es la publicación digital "Palabra de Morao", que recopila estas reflexiones.

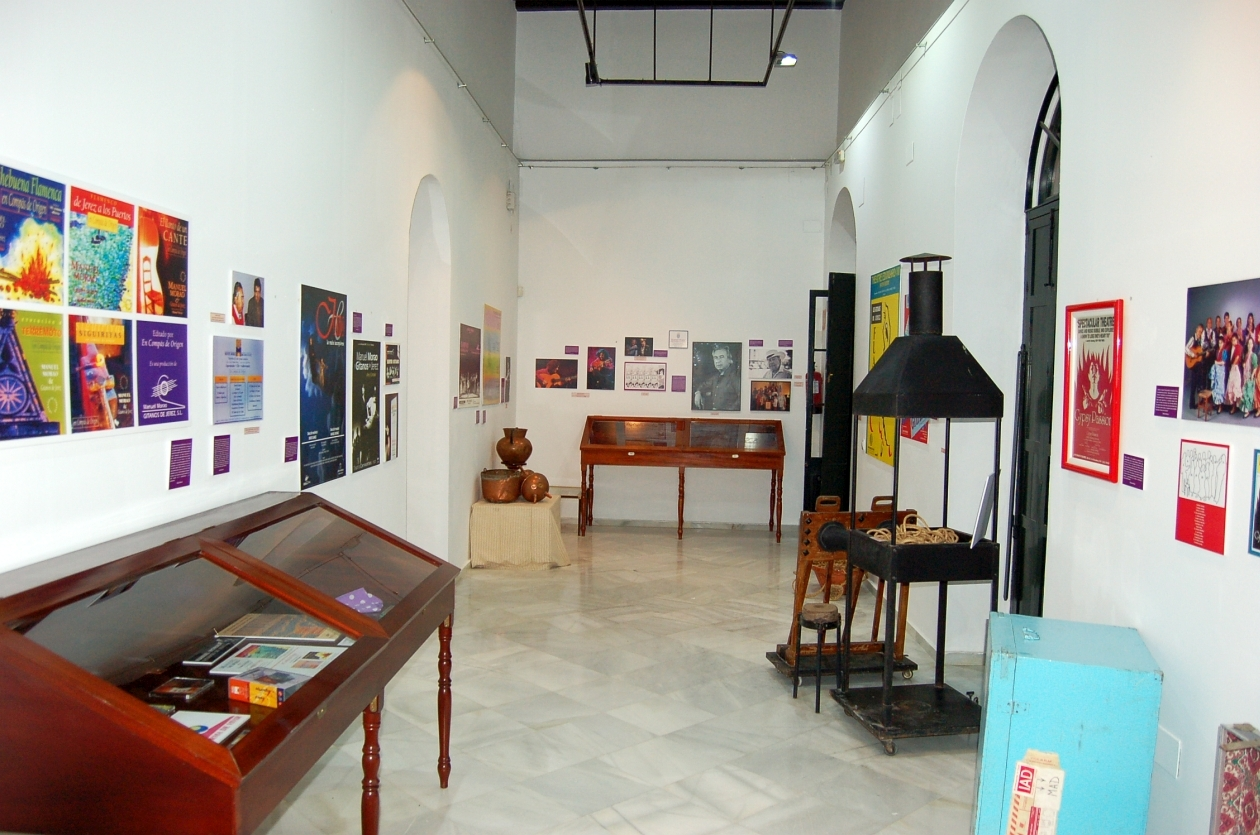
Sala 2 de la exposición "Manuel Morao" en el Centro Andaluz de Documentación del Flamenco

## Familia
De la familia de los "Morao", fue hermano del guitarrista Juan Morao y tío del guitarrista fallecido Moraito Chico.